# Golden Foot 2007

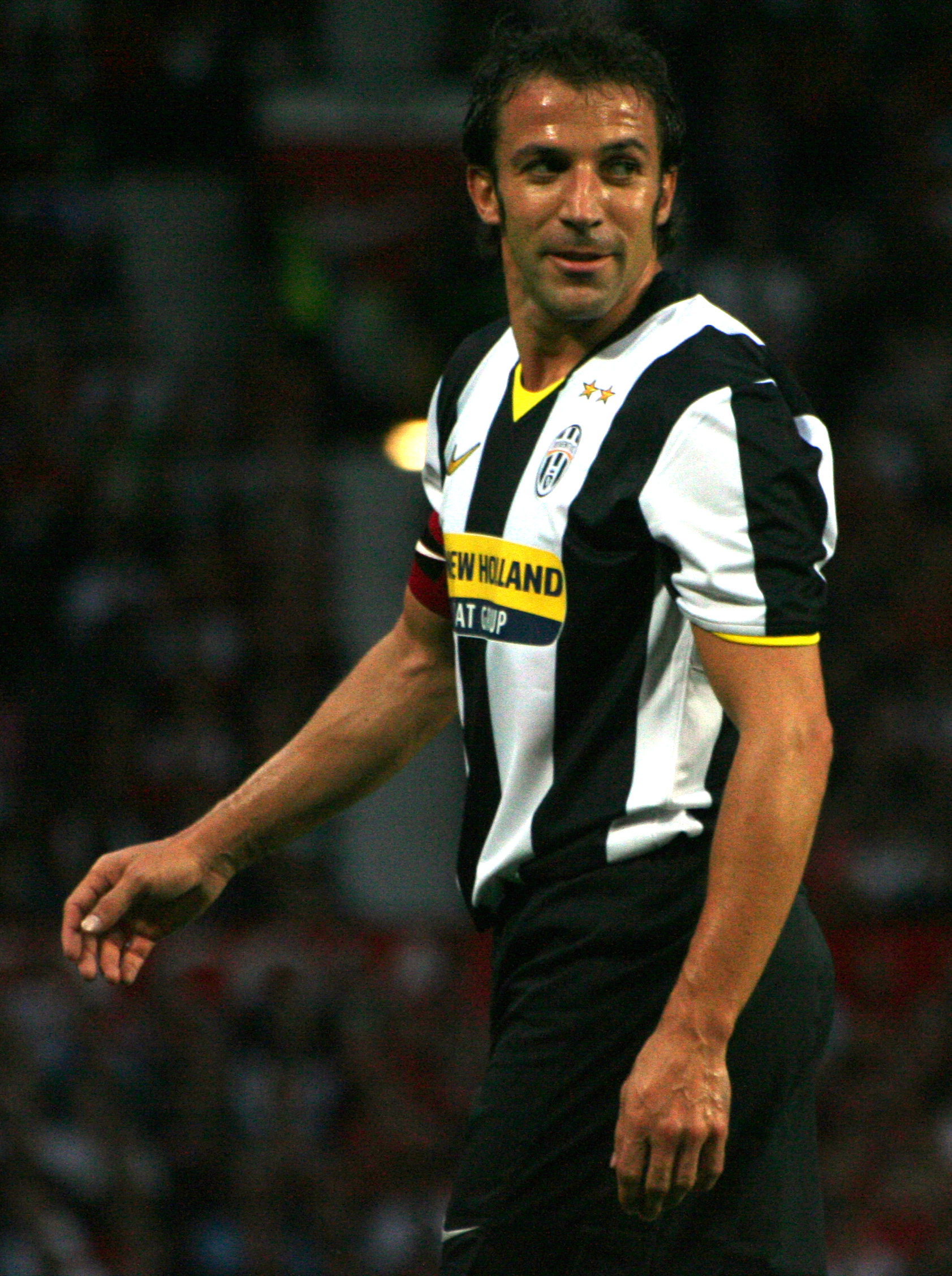
Alessandro Del Piero con la camiseta de la Juventus FC.

El premio Golden Foot 2007 fue la quinta entrega de este importante galardón celebrado el 3 de septiembre de 2007.  El italiano Alessandro Del Piero fue el ganador de la quinta entrega.
 Del Piero fue elegido a la edad de 33 años mientras militaba en el equipo italiano Juventus FC, club en el cual ha desarrollado toda su carrera futbolística desde 1993.

## Premio

### Ganador y nominados
| Futbolista           | Nacionalidad | Club                 |
| -------------------- | ------------ | -------------------- |
| Alessandro Del Piero | Italia       | Juventus FC          |
| David Beckham        | Inglaterra   | Real Madrid C. F.    |
| Cafú                 | Brasil       | AC Milan             |
| Fabio Cannavaro      | Italia       | Real Madrid CF       |
| Roberto Carlos       | Brasil       | Real Madrid CF       |
| Luís Figo            | Portugal     | Inter de Milán       |
| Ryan Giggs           | Gales        | Manchester United FC |
| Thierry Henry        | Francia      | Arsenal FC           |
| Paolo Maldini        | Italia       | AC Milan             |
| Raúl González Blanco | España       | Real Madrid CF       |